# Шлока
Шло́ка (санскр. श्लोक; IAST: śloka) — древнеиндийский санскритский эпический стихотворный размер. Состоит из тридцати двух слогов. Представляет собой двустишие со строчками по 16 слогов, каждая из которых в свою очередь состоит из двух полу-строк по восемь слогов каждая.
Шлоками написаны великие произведения древней и средневековой индийской литературы: «Махабхарата», «Бхагавата-пурана», «Нараяниям», «Брахма-самхита» и многие другие.

## Стилистические особенности
Вторые полу-строки отличаются тем, что всегда оканчиваются на двойной ямб, тогда как первые никогда на него не кончаются, несмотря на то, что могут иметь в конце самые разные сочетания долгих и кратких слогов. Ритм прочих частей шлоки не имеет очевидного постоянного характера. Но учёные всё же подметили, что в определённых местах стиха должны стоять определённые стопы (четырёхсложные), недопустимые в других местах.
Первый в России  «Опыт ритмического объяснения» данного размера принадлежит Ф. E. Коршу (см. второй том  «Трудов Восточной Комиссии Императорского Московского Археологического Общества» и отдельно, М., 1896), который даёт определение шлоки как размера силлабического, декламационного, но возникшего, вероятно, из ритмического прототипа, в основе которого лежала разница между долготой и краткостью слогов, а не прозаическое ударение. Двойной ямб в конце шлоки указывает, по мнению Корша, на первичный ямбический состав шлоки который по числу слогов одинаков с ведийскими ямбическими размерами ануштубх и гаятри (также по 8 слогов в полу-строчке).